# Asociación de Lingüística y Filología de América Latina
La Asociación de Lingüística y Filología de América Latina (ALFAL), en portugués Assosiação de Linguística e Filologia da América Latina, es una sociedad científica latinoamericana especializada en crítica literaria, filología y lingüística, con sede en la ciudad de São Paulo, Brasil. Su presidente actual es el lingüista brasileño Dermeval da Hora.
El germen de la asociación surgió en 1962 por iniciativa de un grupo de especialistas hispanoamericanos reunidos en el IX Congreso Internacional de Lingüística (Cambridge, Massachussets) del Comité Internacional Permanente de Lingüistas de la UNESCO. Dos años después, en enero de 1964, la ALFAL fue fundada en la localidad chilena de Viña del Mar, con la celebración de una reunión organizada por el Instituto de Filología de la Universidad de Chile.
Entre las principales actividades de la ALFAL se encuentran la organización trienal del Congreso Internacional de la Asociación de Lingüística y Filología de América Latina, la edición de las revistas Lingüística y Cuadernos de la ALFAL y el seguimiento de los proyectos de investigación organizados por sus miembros activos.